# La cuesta de Mister Bond
La cuesta de Mister Bond è il primo album dei Melon Diesel, pubblicato nel 1999.
Il 10 luglio 2000 è uscita anche la versione in inglese, della durata di 49 minuti e 55 secondi.

## Tracce

### Versione spagnola
1. Contracorriente - 4:47
2. Por ti - 4:36
3. Desaparecida - 3:11
4. Nuestra historia - 3:29
5. Quiero un camino - 5:07
6. Loco - 3:36
7. Volar - 3:34
8. Alguien especial - 1:50
9. Déjalo y vive - 2:51
10. Sin querer - 4:43
11. Se acabó la fe - 5:41
12. Is This It? - 3:40

### Versione inglese
1. Graveyard - 4:47
2. Marlisse - 4:36
3. Back Room - 3:11
4. Did It Again - 3:29
5. Here We Are - 5:07
6. I Stay - 3:36
7. Butterfly - 3:34
8. Ready to Learn - 1:50
9. Gotta Leave - 2:51
10. Not a Second - 4:43
11. Big Hold House - 5:41
12. Is This It? - 3:40